# Piophila hispanicus
Piophila hispanicus är en tvåvingeart som beskrevs av Oswald Duda 1927. Piophila hispanicus ingår i släktet Piophila och familjen ostflugor.
Artens utbredningsområde är Spanien. Inga underarter finns listade i Catalogue of Life.